# Victor W. Turner
Victor W(itter) Turner (Glasgow, 1920. május 28. – Charlottesville, Virginia, 1983. december 18.) etnológus, a szimbolikus antropológia képviselője. Skót származású tudós, aki a Manchester School of Anthropology irányzatához köthető. Elsősorban Afrika déli területén a törzsi viszonyokat kutatta, később mexikói, brazíliai és írországi zarándoklatokat. Legfontosabb kutatási eredménye az ndembu törzs rítusaira és szimbólumaira vonatkozott, amelyre a "társadalmi dráma" elméletét alapozta.

## Életrajza
Apja Captain Norman Turner elektromérnök, édesanya Violet Witter színésznő, a Skót Nemzeti Színház (Scottish National Theatre) egyik alapítója. 1938-ban kezdte egyetemi tanulmányait anglisztika szakon Londonban az University Collegeben, amit 1941-ben a II. világháború miatt meg kellett szakítania. A háborút követően visszatért az egyetemre, ahol az antropológia szakra tért át. 1949-ben kitüntetéssel diplomázott, majd a en:Max Gluckman által alapított Antropológiai Intézetbe került a Manchester-i Egyetemen (University of Manchester). Itt kapott kutatói ösztöndíjat, amelyből két szakaszban Afrika déli részén az ndembu törzs életét kutatta 4 éven át. Eredményei alapján írta meg "Schism and continuity in an African society: A study of Ndembu village life" (Szakadás és folytonosság egy afrikai társadalomban: tanulmány az ndembu falusi életről) c. disszertációját, amely 1957-ben jelent meg. Néhány köztes állomás után 1968-ban az Antropológia Tanszéket vette át a Chicagói Egyetemen, ahol többen között Hannah Arendtel a "Committee on Social Thought" (Társadalmi Tanítás Bizottsága) csoporthoz csatlakozott. 1977-ben a Virginiai Egyetem (Charlottesville) Antropológia és Vallás professzori tisztét vette át. 1983-ban hunyt el, temetését végrendeletének megfelelően az ndembu törzs rítusa és a katolikus temetési rítus szerint végezték, amely egyházhoz még 1957-ben konvertált.

## Társadalmi dráma
Az Ndembu törzs konfliktív alapmintázatáról szerzett megfigyelései alapján Turner kifejlesztette a "társadalmi dráma" fogalmát, amellyel a törzsi szervezet felszíne mögött meghúzódó faktorok együttesét jelölte. A társadalmi dráma a törzs életében egy világosan elkülöníthető egymásutániságban zajlik, melynek négy szakasza van.
(1) a norma-szabályozott társadalmi viszonnyal való szakítás az adott társadalmi egység tagjai vagy csoportjai között
(2) a szakítás krízise vagy kiterjedése, hacsak a konfliktus nem rendezhető gyorsan
(3) rendező és problémamegoldó mechanizmusok beindulása a társadalmi csoport vezető tagjai irányításával
(4) a szétzilált társadalmi csoport visszaintegrálódása vagy a helyrehozhatatlan szakadás tudatosulása vagy a skizma bekövetkezése (Schizma 1957, 91-94)

## Társadalmi rítus
Turner a törzsben végzett résztvevői megfigyelései során elsősorban arra volt kíváncsi, milyen szerepet játszanak a rítusok a társadalmi dráma kezelésében. Arra a belátásra jutott, hogy a kultusz-közösségek által bemutatott rítusok áthidalják a vérségi és a falvak közötti határokat és társadalmi kötőerőként funkcionálva egybentartják a törzset.
"The ritual system compensates to some extent for the limited range of effective political control and for the instability of kinship and affinal ties to which political value is attached" (Schism and Continuity, The Politically Integrative Function of Ritual fejezete 291).
Arra a legalapvetőbb szociológiai kérdésre tehát, hogy mi tartja össze a társadalmat, vagy még egyetemesebben, mi a társadalom társadalmiságának a megoldása, Turner az Nbembu törzs konfliktusai során gyakorolt rítusok elemzése alapján azt a választ adta, hogy a társadalom "titka" egyenlő annak rituális rendszerével. A rítusok rendszere helyettesíti az alacsonyan fejlett politikai ellenőrzést és ez garantálja a dráma feloldásához szükséges politikai értékeket.

## Főbb művei

### Magyarul
- A rituális folyamat. Struktúra és antistruktúra. A Rochesteri Egyetemen (Rochester, New York) 1966-ban tartott Lewis *Henry Morgan-előadások; [ford. Orosz István] Budapest: Osiris, 2002 (Osiris könyvtár. Antropológia, néprajz), 230 p.
- Határtalan áramlás. Színházelméleti távlatok Victor Turner kultúrantropológiai írásaiban; [ford. Matuska Ágnes, Oroszlán Anikó] Budapest: Kijárat, 2003 (Hippodrom), 94 p.
- Átmenetek, határok és szegénység: a communitas vallási szimbólumai. In: Mérföldkövek a kulturális antropológiában, szerk.: Bohannan, Paul és mások. Budapest: Panem, 1997, 675-711.

### Idegen nyelven
- (1964): Witchcraft and sorcery taxonomy versus dynamics. London: Oxford Univ. Press
- (1967): The forest of symbols; aspects of Ndembu ritual. Ithaca, N.Y.,: Cornell University Press
- (1969): The ritual process: structure and anti-structure. (The Lewis Henry Morgan lectures, 1966) Chicago: Aldine Pub. Co.
- (1974): Dramas, fields, and metaphors; symbolic action in human society. Ithaca [N.Y.]: Cornell University Press
- (1975): Revelation and divination in Ndembu ritual. Ithaca, N.Y.: Cornell University Press
- (1979): Process, performance, and pilgrimage: a study in comparative symbology. (Ranchi anthropology series ; 1) New Delhi: Concept
- Bruner, Edward M.-al közösen (1986): The Anthropology of experience. Urbana: University of Illinois Press
- Turner, Edith L. B.-el közösen (1996): Image and pilgrimage in Christian culture: anthropological perspectives. (Lectures on the history of religions New ser. 11) New York: Columbia University Press

## Külső hivatkozások
- Beth Barrie 1998-as tanulmánya[halott link], ford. Katona Zsuzsa
- Liminalitás, átmeneti rítusok Archiválva 2016. március 4-i dátummal a Wayback Machine-ben, ford. Böszörményi Nagy Katalin
- Biographisches und Bibliographisches Kirchenlexikon: Victor Turner